# شاين ويليامسون
شاين ويليامسون (باليابانية: ウィリアムソン師円) هو متزلج سريع ياباني، ولد في 28 أبريل 1995 في هوكايدو في اليابان.

## وصلات خارجية
- شاين ويليامسون على موقع SpeedSkatingBase.eu (الإنجليزية)
- شاين ويليامسون على موقع SpeedSkatingNews.info (الإنجليزية)
- شاين ويليامسون على موقع SpeedSkatingStats.com (الإنجليزية)
- شاين ويليامسون على موقع اللجنة الأولمبية الدولية (الإنجليزية)
- شاين ويليامسون على موقع أوليمبيديا (الإنجليزية)